# Alamo Heights
Pour les articles homonymes, voir Alamo.
Alamo Heights est une municipalité américaine du comté de Bexar, rattachée à la ville de San Antonio, au Texas. Au recensement de 2010, Alamo Heights comptait 7 031 habitants.